# Terre de Mac. Robertson

Localisation de la terre de Mac. Robertson (rouge), dans le Territoire antarctique australien en Antarctique.

La terre de Mac. Robertson (en anglais : Mac. Robertson Land), aussi connue sous le nom de terre de Lars Christensen, est une partie de l'Antarctique, située au sud de la côte entre la baie de William Scoresby et le cap Darnley. À son extrémité Est, elle comprend la chaîne du Prince Charles. Elle se trouve dans le Territoire antarctique australien.

## Histoire
La terre de Mac. Robertson a été nommée par l'expédition BANZARE (1929-1931) dirigée par Douglas Mawson, en l'honneur de Macpherson Robertson, un mécène de l'expédition.
Klarius Mikkelsen y débarque en 1931.